# Archidiecezja Quebecu

Herb Archidiecezji Quebecu

Archidiecezja Quebecu – łac. Archidioecesis Quebecensis – archidiecezja Kościoła rzymskokatolickiego w Kanadzie. Jest główną diecezją metropolii Québec. Została erygowana 11 kwietnia 1658 jako wikariat apostolski Nowej Francji w ramach metropolii Rouen. W 1674 podniesiona do rangi diecezji, stała się pierwszym biskupstwem katolickim w Ameryce Północnej na północ od Nowej Hiszpanii. 12 lipca 1844 podniesiona do rangi metropolii.
Z archidiecezją Québec tradycyjnie jest związany tytuł „Prymasa Kanady”.